# Roberto Cabezas
Roberto Cabezas (Quinindé, 17 de marzo de 2002 - Quito, 7 de octubre de 2024)fue un futbolista ecuatoriano que se desempeñaba como lateral izquierdo en Independiente del Valle y la selección de fútbol de Ecuador.

## Trayectoria
Fue parte de la selección ecuatoriana sub-17 como defensa, con el que jugó el Sudamericano Sub-17 en 2019, demás de cuatro partidos en el Mundial Sub-17 en Brasil.
Fue parte de las formativas de Independiente del Valle, e integró el equipo en la Copa Libertadores Sub-20 de 2020 con el que ganó el campeonato.
En 2021 se unió al equipo filial de IDV Juniors, en el que jugó un partido por la Serie B en esa temporada.

## Selección nacional

### Categorías inferiores
Fue internacional con la selección de fútbol sub-17 de Ecuador, con la cual participó en el sudamericano sub-17 de 2019 en Perú y en el mundial sub-17 de 2019 disputado en Brasil.

#### Participaciones en Sudamericanos
| Campeonato                  | Sede | Resultado    | Partidos | Goles |
| --------------------------- | ---- | ------------ | -------- | ----- |
| Sudamericano Sub-17 de 2019 | Perú | Cuarto lugar | 9        | 0     |

#### Participaciones en Copas del Mundo
| Campeonato                  | Sede   | Resultado        | Partidos | Goles |
| --------------------------- | ------ | ---------------- | -------- | ----- |
| Copa Mundial Sub-17 de 2019 | Brasil | Octavos de final | 4        | 0     |

## Fallecimiento
El 7 de octubre de 2024, a las 4:00 a. m. tuvo un accidente de tránsito, cuando se encontraba en un automóvil negro sin placas donde se encontraba con cuatro acompañantes más, al estrellarse el vehículo en una viga de un paso elevado en construcción de la Avenida Rumiñahui en la capital de Ecuador, en el que falleció junto a uno de los acompañantes llamado Víctor Charcopa, y resultó hospitalizado el jugador de Liga de Quito, Marco Angulo, que un mes después también fallecería por lesiones graves.